# Krzyżu wierny i wyborny
Krzyżu wierny i wyborny (inc., także: „Pange lingua”, w której jest krótkie spominanie męki Pana Jezusowej) – polski przekład łacińskiego średniowiecznego hymnu, noszącego tytuł Pange lingua gloriosi, rzekomego autorstwa Wenancjusza Fortunata. Autor polskiego przekładu pozostaje anonimowy.
Tekst ten, składający się z 66 wersów, został opublikowany w 1522 r. w Żywocie Pana Jezu Krysta Baltazara Opeca (drukarnia Jana Hallera w Krakowie) na kartach 190 v – 161 v. Pieśń bywa mylona z innym średniowiecznym utworem, powstałym jednak nieco później – Krzyżu święty nade wszystko.